# Фискална политика
Фискалната политика  са мерките, предприети от държавата за регулиране и контролиране на държавния бюджет на страната. Той е годишен финансов план за икономическо развитие на държавата. Включва приходите и разходите на правителството за определен отчетен период, обикновено една година. Приходите се формират от данъчни постъпления, а разходите от поддръжка на непроизводствената сфера (здравеопазване, образование, армия, полиция и др.). В края на годината се сравняват приходите и разходите и има 3 възможни случая:
- Приходите TR = Разходите TC – следва, че бюджетът е балансиран
- Приходите TR > Разходите TC – следва, че има бюджетен излишък
- Приходите TR < Разходите TC – следва, че има бюджетен дефицит

## Цели на фискална политика
Цели на фискалната политика могат да бъдат:
- Преодоляване на последиците от икономическите кризи
- Разширение на производството и намаляване на безработицата
- Преодоляване на инфлацията
- Икономически растеж на страната